# Mădălin Voicu
Mădălin-Ștefan Voicu (n. 10 iulie 1952) este un politician român de etnie romă, de profesie violonist și dirijor. Este fiul violonistului Ion Voicu. În iulie 2016, deputatul Mădălin Voicu a fost trimis în judecată de procurorii DNA în dosarul privind deturnarea de fonduri europene destinate integrării sociale a persoanelor de etnie romă.

## Muzică
Mădălin Voicu a studiat vioara la Conservatorului de Muzică „Ciprian Porumbescu”, Facultatea de Muzică și Canto, apoi a urmat studii universitare de master, și specializări postuniversitare în arta dirijorală. A concertat împreună cu tatăl său, și cu alții, în țară și în străinătate. A dirijat Orchestra „OLTENIA” Craiova, Orchestra „Paul Constantinescu” Ploiești, Orchestra de Cameră „București” și orchestra simfonică a Filarmonicii Pitești.
A fost profesor de muzicologie la Academia de Muzică Attaturk din Izmir (Turcia). Membru de onoare al Academiei franceze de arte, știință și litere.
Fiul său Mădălin Voicu Jr. este pianist. De asemenea fiica, Ioana, este violonistă, iar celălalt băiat, Tudor, activează și el în sfera muzicii, însă cea modernă, fiind dj de muzică house.

## Premii și distincții
În 2004 i s-a oferit Ordinul Național "Serviciu Credincios", în grad de Cavaler.

## Politică
În legislatura 1996-2000 a fost ales în municipiul București pe listele Partidei Romilor. La alegerile din anul 2000 a fost ales deputat de Giurgiu din partea Partidului Social Democrat. În mai 2010 a fost exclus din PSD.
În octombrie 2012 a depus împreună cu parlamentarul Nicolae Păun un proiect legislativ, de grațiere a pedepselor cu închisoare până la 6 ani. A candidat la alegerile parlamentare din 2012 din partea USL în județul Constanța. În ianuarie 2017, a fost numit secretar de stat la Ministerul Culturii, funcție pe care a ocupat-o până în 2019, când a fost revocat din funcție de Ludovic Orban.

## Familia
Mădălin Voicu are cinci copii. Împreună cu pictorița Carmen Olteanu, cu care trăiește din 2005, are doi copii, Ștefan și Ion. Din căsătoria cu prima soție, Adriana, s-au născut Ioana, Tudor și Mădălin Voicu Jr.
În legislatura 2008 - 2012, Mădălin Voicu și-a angajat pe nora sa în funcția de consilier al propriului birou parlamentar cu venituri totale 3302 Lei, încălcând astfel articolul 70 din Legea 161/2003 privind conflictul de interese administrativ.

## Acuzații de corupție
La data de 20 iulie 2016 Direcția Națională Anticorupție l-a trimis în judecată, în stare de libertate pentru trafic de influență, fals în declarații, spălare de bani și folosirea autorității pentru obținerea de foloase necuvenite. El împreună cu alți inculpați, inclusiv soția Carmen Olteanu, au fost acuzați că au dobândit ilicit diferite sume de bani din urma derulării defectuoase a unor proiecte cu fonduri europene destinate persoanelor provenite din grupuri defavorizate.
La 22 noiembrie 2016, magistrații Înaltei Curți de Casație și Justiție au decis să retrimită la DNA dosarul în care Mădălin Voicu și Nicolae Păun au fost trimiși în judecată sub acuzația că ar fi fraudat fonduri europene destinate integrării sociale a persoanelor de etnie romă. Decizia nu este definitivă și poate fi contestată de DNA.
La 3 februarie 2017, ÎCCJ a decis definitiv să restituie DNA dosarul în care Mădălin Voicu, Gelu Diaconu și Nicolae Păun au fost trimiși în judecată fiind acuzați de fapte de corupție în legătură cheltuirea de fonduri europene destinate integrării sociale a persoanelor de etnie romă.